# 海龙水库 (梅河口)
海龙水库位于中国吉林省梅河口市小杨满族朝鲜族乡，原名磨盘山水库，是以防洪、灌溉为主，结合养鱼、发电等综合利用的大（二）型水库。